# Valkenisse (Walcheren)
Pour les articles homonymes, voir Valkenisse.
Valkenisse est une ancienne commune néerlandaise de la province de la Zélande.
La commune a été créée le 1er juillet 1966 par la fusion de Biggekerke, de Coudekerque (Koudekerke) et de Zoutelande. Elle était située dans la partie sud-ouest de Walcheren, sur la mer du Nord. Le 1er janvier 1997, la commune de Mariekerke est supprimée et rattachée à Veere.
La mairie était située à Zoutelande. En 1995, la commune comptait 6 202 habitants. Elle était majoritairement agricole et, notamment le long des côtes, plutôt touristique.

## Source
- (nl) Cet article est partiellement ou en totalité issu de l’article de Wikipédia en néerlandais intitulé « Valkenisse (voormalige gemeente) » (voir la liste des auteurs).